# Pseudomitraria pontificalis
Pseudomitraria pontificalis är en insektsart som först beskrevs av Rehn, J.A.G. 1904.  Pseudomitraria pontificalis ingår i släktet Pseudomitraria och familjen torngräshoppor. Inga underarter finns listade i Catalogue of Life.